# جون جاريت
جون جاريت (بالإنجليزية: John Jarrett)‏ هو متزحلق نوردي مزدوج أمريكي، ولد في 18 نوفمبر 1970.

## وصلات خارجية
- جون جاريت على موقع الاتحاد الدولي للتزلج (التزلج النوردي المزدوج) (الإنجليزية)
- جون جاريت على موقع أوليمبيديا (الإنجليزية)